# Abraham de Veer

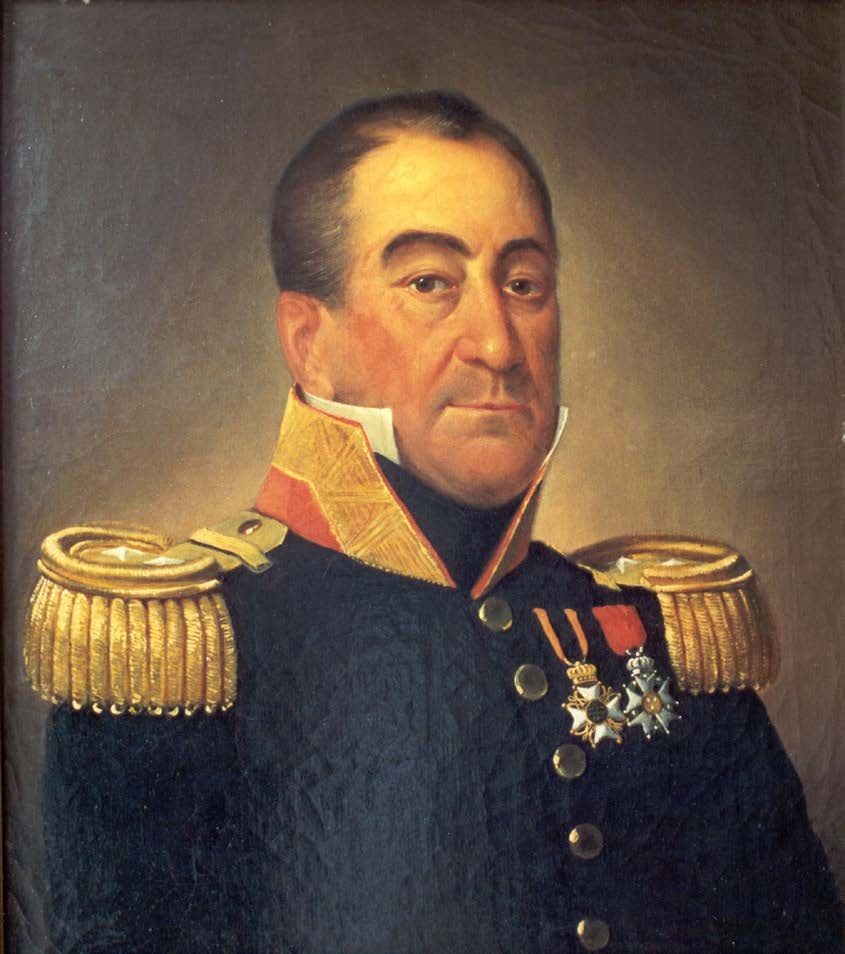
Abraham de Veer.

Abraham de Veer (Curaçao, 8 januari 1767 - Paramaribo, 1 februari 1838) was een Nederlands koloniaal bewindsman.

## Biografie
Abraham de Veer was de zoon van Johannes de Veer, gouverneur van Curaçao en Onderhorigheden en Gijsbertha Vos. Na haar overlijden hertrouwde zijn vader met Jannetje Martha Ellis. In 1787 huwde Abraham met Dorothea Elisabeth van Uytrecht, dochter van Casper Lodewijk van Uytrecht en Poulina Ellis uit Curaçao. Hij legde zich op Curaçao eerst op de landbouw toe en trad, na aldaar verscheidene posten te hebben bekleed, in 1796 op als 'commissaris van de bestellingen' en in 1801 als ontvanger-generaal en lid van de Raad van politie.
De kolonel en kapitein t/z. C.M. Buschman, die na de Vrede van Amiens in 1802 belast was met de overneming van Curaçao van de Engelsen, droeg aan hem en aan Cornelis Berch het beheer op. In deze betrekking was hij in het bijzonder belast met de uitoefening van het militair gezag en bekend is zijn krachtige afwering van een geduchte aanval van de Engelsen bij het opnieuw uittbarsten van de oorlog in 1803.
In 1805 werd Pierre Jean Changuion uit Nederland gezonden om het gouvernement van Curaçao over te nemen, waarop De Veer terugtrad in de betrekking van ontvanger. Nadat Curaçao op 1 januari 1807 door een Engels eskader was veroverd, vertrok De Veer in maart 1807 naar Nederland. Kort daarop benoemd tot commandeur-generaal ter kuste van Guinea, met de rang van generaal-majoor, zeilde hij op 5 maart 1808 uit, maar het schip werd door een Engels fregat naar Plymouth opgebracht en hij gevangen gehouden, tot hij in 1809 werd uitgewisseld.
Hij vertrok daarop via Noord-Amerika naar zijn bestemming, waar hij bij aankomst het kasteel belegerd vond door een groot leger Fantijnen, bijgestaan door Engels geschut en ammunitie. Het lukte hem spoedig een vredestractaat met de vijand te sluiten. In 1812 had hij een opstand onder zijn eigen garnizoen te dempen. In 1816 gaf hij het bestuur over aan Herman Willem Daendels en werd hij bij zijn komst in Nederland naar West-Indië gezonden om het bestuur van Sint Eustatius, Sint Maarten en Saba over te nemen.
In 1822 werd hij benoemd tot gouverneur van Suriname, waar hij streed tegen de sluikhandel in slaven, maatregelen nam tot wederopbouw van de door de brand van 1821 verwoeste hoofdstad, voorzieningen tof tot herstel van het financiële wezen en de geldcirculatie en tot bevordering van de vaccins en de bestrijding van lepra. Bij de vereniging in 1828 van de West-Indische koloniën tot één gouvernement-generaal, verviel de betrekking van gouverneur van Suriname. De commissaris-generaal Van de Bosch stelde De Veer op wachtgeld; bij K.B. van 28 januari 1829 volgde het eervol ontslag.

## Persoonlijk
- De Veer was aangesloten bij de vrijmetselarij in Suriname.
- Abraham de Veer was de vader van Johannes de Veer (1789-1872), die van 1837 tot 1854 de laatste gouverneur was van Saba, Sint Eustatius, en Sint Maarten.
- Zijn buitenechtelijke zoon Johannes Ellis geniet enige bekendheid vanwege de daguerreotypie met zijn vrouw Maria Louisa de Hart, die als de oudste van Suriname geldt.
- De Veers kleinzoon Abraham George Ellis (1846-1916) werd in 1903 de eerste Nederlandse minister van Surinaamse afkomst.[1]